# Calce
Calce település Franciaországban, Pyrénées-Orientales megyében. Lakosainak száma 224 fő (2022. január 1.). Calce Cases-de-Pène, Baixas, Villeneuve-la-Rivière, Pézilla-la-Rivière, Montner és Estagel községekkel határos.

## Földrajz

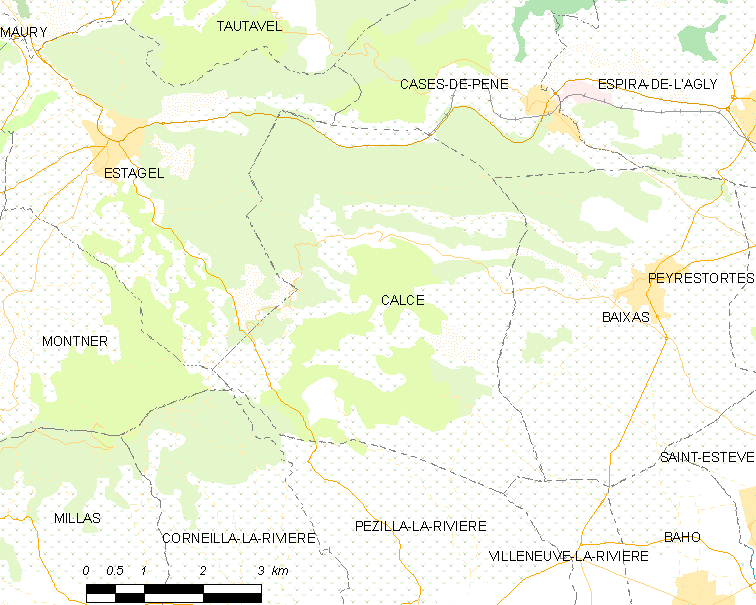
Calce és környéke

## Népesség
A település népességének változása:
| Lakosok száma | 216  | 211  | 210  | 208  | 213  | 216  | 220  | 224  |
|               | 2013 | 2015 | 2017 | 2018 | 2019 | 2020 | 2021 | 2022 |